# Пострижение

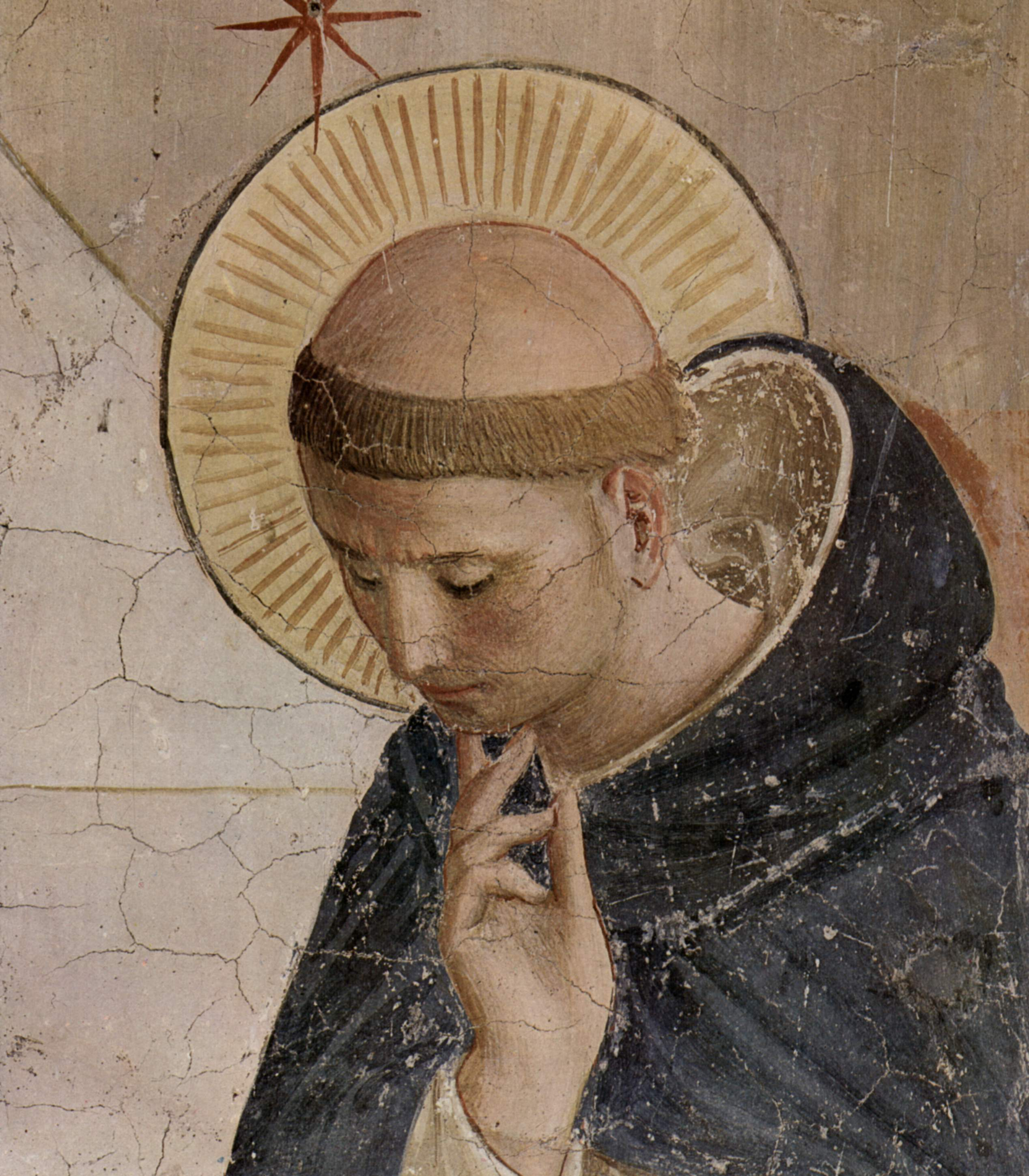
Святой Доминик на фреске Фра Беато Анджелико, XV век

Постриже́ние (по́стриг) в исторических церквях — символическое и обрядовое действие, состоящее в пострижении волос в знак принадлежности к Церкви. В западной традиции пострижение совершалось только над священнослужителями и монахами, которые носили на макушке выбритый круг — тонзу́ру (от лат. tonsura — «стрижка»). В русской традиции аналогом тонзуры являлось гуменцо́.

## Православная церковь
Пострижение совершается:

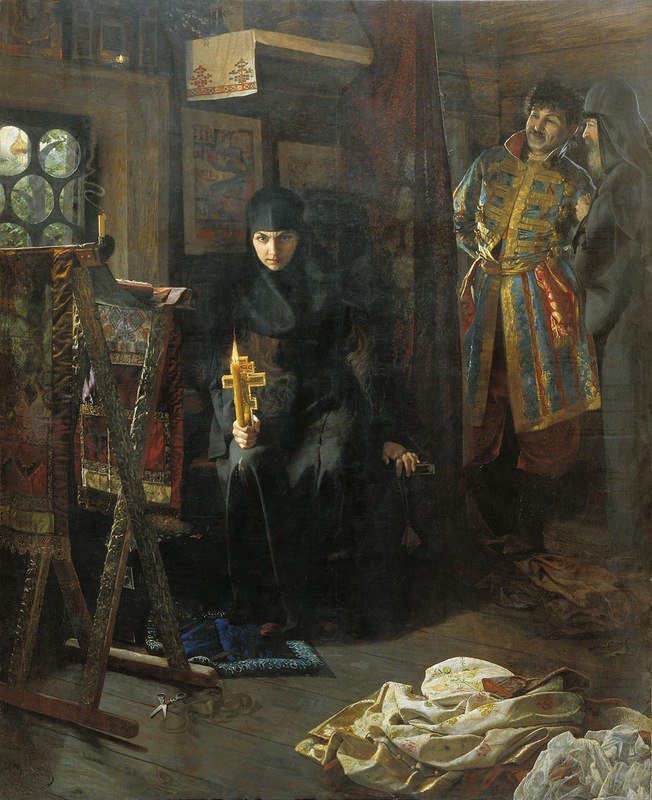
«Против воли Постриженная»,
Н. С. Матвеев, 1897

- над новокрещёными после таинства миропомазания[1] как первая свободная радостная жертва человека Богу.
- при поставлении в клирики (обычно во чтеца) епископ постригает посвящаемого крестовидно[2] в знак отделения его от общества простых верующих. В древней традиции всем священнослужителям выбривали гуменцо (или папалитру, оброснение) — круг на его голове символизировал терновый венец. Выбритая часть покрывалась небольшой шапочкой, которая называлась «гуменцо», или «скуфья». Обычай выстригать гуменцо существовал в России до середины XVII века. В католицизме подобная стрижка (тонзура) сохранялась до 1973 года[3].
- в монашеском постриге. Следует заметить, что монашеский постриг над одним человеком может совершаться до трёх раз:

1. при посвящении в рясофор,
2. при посвящении в мантию,
3. при посвящении в великую схиму[4].

### Монашеский постриг

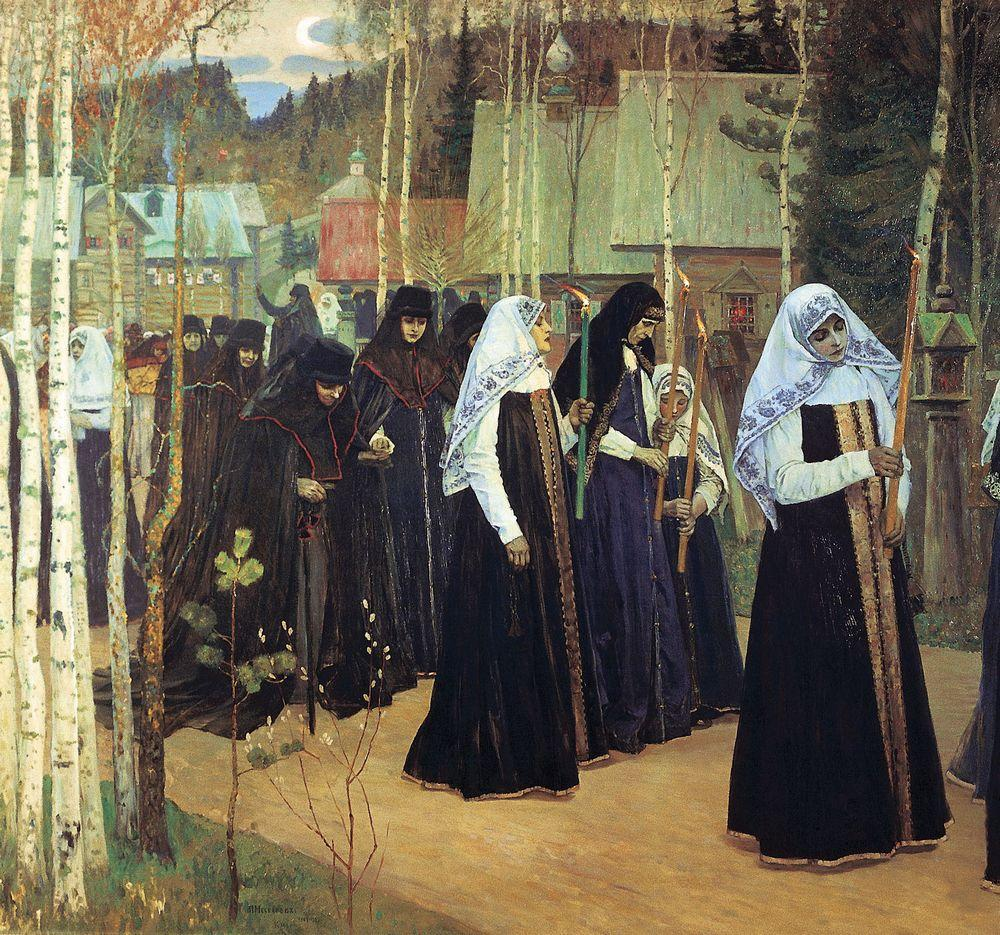
«Великий постриг»,
М. В. Нестеров, 1898

Пострижение является основным действием посвящения в монашество и его степени. Одним из первых о постриге упоминает Иоанн Лествичник.
Перед пострижением послушник ползёт по полу из притвора храма к амвону, на котором его ожидает игумен. От посторонних взглядов ползущего послушника своими мантиями ограждают сопровождающие монахи. Игумен испытывает твёрдость постригаемого вопросами и предупреждениями о трудности монашеского бытия, за которое необходимо дать ответ Богу на Страшном суде. Постригаемый произносит обеты. Чтутся молитвы. Затем игумен трижды бросает ножницы и требует от постригаемого со смирением их поднять. Каждый раз постригаемый смиренно подаёт их и целует руку игумена. Приняв ножницы в третий раз, игумен крестовидно постригает посвящаемого с произнесением слов «во имя Отца и Сына и Святого Духа», и нарекает ему новое имя, знаменуя тем окончательное отречение постригаемого от мира. После пострижения посвящаемый облачается в хитон, параман, рясу, пояс, мантию, клобук, сандалии и получает вервицу (чётки).
Обряд пострижения в великую схиму носит название «последование великия схимы» и отличается от обряда малой схимы только большей продолжительностью и торжественностью. После удостоверения в твёрдости намерения принять великую схиму посвящаемый приемлет пострижение, причём получает новое имя и облекается в великосхимнические одежды (куколь и аналав).
В аскетической традиции византийской аристократии и русских князей практиковался также предсмертный постриг.
В период гонений на церковь в СССР 1920—1930-х годов определённое распространение получил также тайный постриг в монахи (монашество в миру).
При переходе в следующую степень православного монашества имя всякий раз меняется:
- мирское имя — на рясофорное (возможно);
- рясофорное имя, если таковое имеется, меняется на мантийное (малого иноческого образа);
- мантийное — на схимническое (великого иноческого образа).

Таким образом, у одного и того же человека имя может последовательно меняться один, два или три раза.

## Католическая церковь
В католицизме использовалась тонзура — выбритое место на макушке, знак принадлежности к духовенству.
Изначальное значение тонзуры полностью не выяснено. Раньше наголо брили голову кающиеся. В этом отношении тонзуру можно толковать как знак обращения к Богу. Первые монахи переняли этот обычай, который с VI века распространился на всех духовных лиц. Официальное предписание о ношении тонзуры было принято четвёртым синодом в Толедо.
Тонзура была отменена папой Павлом VI с 1 января 1973 года.

## Русский аристократический обычай

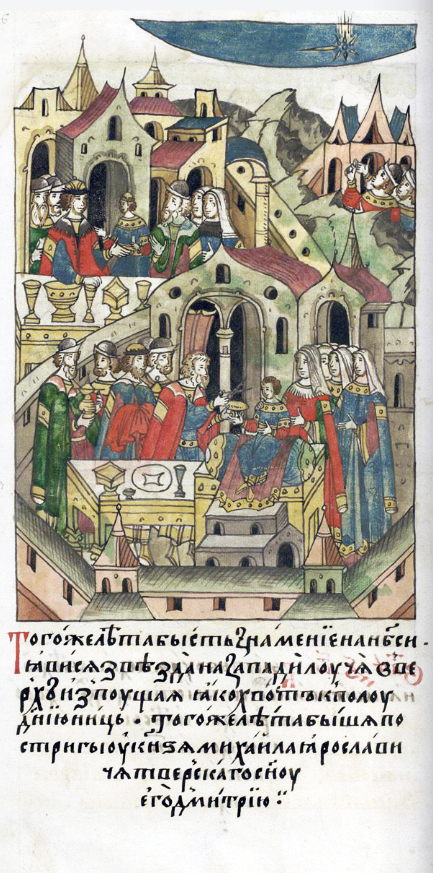
Лицевой летописный свод: «В том же [1302-м] году были постриги у князя Михаила Ярославича Тверского сыну его Дмитрию»

На Руси существовал обычай первого стрижения волос у детей мужского пола — по́стриг (устар. пострег). Сначала он практиковался в семьях великих и удельных князей, а потом и знатных бояр и дворян.
Постриг совершался через три, четыре и более лет по рождении, с чтением особой молитвы, в церкви, для чего туда приводил «духовного сына» крёстный отец. Об этом обряде сообщают и польские хронисты Галл Аноним и Викентий Кадлубек; последний говорит, что постриг «рождал духовное свойство́, и мать постригаемого считалась назва́ной сестрой постригающего».
Василий Татищев писал, что ещё в его время некоторые знатные люди держались этого древнего обычая и что дети переходили после пострига из рук женских в руки мужские. Иногда князья-родители сами совершали постриг и после того сажали постриженного на коня, в присутствии епископа, бояр и народа. У князей обряд этот сопровождался обыкновенно пиром.
Фёдор Успенский указывал:

Возможно, своеобразным рубежом, после которого княжич приобретал «первую степень» родовой дееспособности, были постриги и, по-видимому, нередко совмещавшийся с ними в династическом обиходе обряд посажения на коня. Не случайно это событие, подобно свадьбам и княжеским именинам, нередко сопровождалось многочисленным съездом князей-родичей. По-видимому, точный возраст, в котором княжич проходил эти процедуры, не был определён строго. Судя по известным нам случаям, княжичи могли проходить его в возрасте двух-четырёх лет, причем многое здесь определялось семейными обстоятельствами. Так, два родных брата Константиновича, Василько и Всеволод, внуки Всеволода Большое Гнездо, проходят этот обряд одновременно, несмотря на разницу в возрасте около двух лет.
Ритуальное состригание первых волос осуждалось христианской церковью, однако, считалось обязательным выстригание прядей в крестильном обряде и при пострижении в монахи.